# Triángulo rectángulo especial

Posición de algunos triángulos especiales en un diagrama de Euler de tipos de triángulos, utilizando la definición de que los triángulos isósceles tienen al menos dos lados iguales, es decir, los triángulos equiláteros son isósceles

Un triángulo rectángulo especial es un tipo de triángulo rectángulo con alguna característica de regularidad que hace que los cálculos relativos al triángulo sean más fáciles, o para los cuales existen fórmulas simples. Por ejemplo, un triángulo rectángulo puede tener ángulos que forman relaciones simples, como 45° – 45° – 90°. Esto se llama un triángulo rectángulo basado en ángulos. Un triángulo rectángulo basado en lados es uno en el que las longitudes de los lados forman relaciones de números naturales, como por ejemplo 3 : 4 : 5, o de otros números especiales, como el número áureo. Conocer las relaciones de los ángulos o las proporciones de los lados de estos triángulos rectos especiales permite calcular rápidamente varias longitudes en problemas geométricos sin recurrir a métodos más avanzados.

## Basado en ángulos

Los triángulos especiales basados en ángulos inscritos en un círculo unitario son útiles para visualizar y recordar las funciones trigonométricas de los múltiplos de 30 y 45 grados

Los triángulos rectos especiales basados en ángulos se especifican por las relaciones de los ángulos que componen el triángulo. Los ángulos de estos triángulos son tales que el ángulo más grande (recto), que es de 90 grados o  Π2 radianes, es igual a la suma de los otros dos ángulos.
Las longitudes de los lados generalmente se deducen de la base de la circunferencia goniométrica u por otros métodos de geometría. Este enfoque puede usarse para calcular rápidamente los valores de las funciones trigonométricas para los ángulos de 30°, 45° y 60°.
Los triángulos especiales se usan para ayudar a calcular las funciones trigonométricas comunes, como se muestra a continuación:
| Grados sexagesimales | Radianes | Gonios | Vueltas | Seno     | Coseno   | Tangente   | Cotangente |
| -------------------- | -------- | ------ | ------- | -------- | -------- | ---------- | ---------- |
| 0°                   | 0        | 0g     | 0       | √02 = 0  | √42 = 1  | 0          | indefinido |
| 30°                  | Π6       | 3313g  | 112     | √12 = 12 | √32      | 1√3        | √3         |
| 45°                  | Π4       | 50g    | 18      | √2 = 1√2 | √2 = 1√2 | 1          | 1          |
| 60°                  | Π3       | 6623g  | 16      | √32      | √12 = 12 | √3         | 1√3        |
| 90°                  | Π2       | 100g   | 14      | √42 = 1  | √02 = 0  | indefinido | 0          |

El triángulo 45° –45° –90°, el triángulo 30° –60° –90° y el triángulo equilátero/equiangular (60° –60° –60°) son los tres triángulos de Möbius en el plano, lo que significa que teselan el plano mediante reflexiones respecto a sus lados (véase grupo triangular).

### Triángulo 45°–45°–90°

Longitudes de los lados de un triángulo 45°–45°–90°

En la geometría plana, la construcción de la diagonal de un cuadrado da como resultado un triángulo cuyos tres ángulos están en la relación 1 : 1 : 2, sumando 180° o Π radianes. Por lo tanto, los ángulos miden respectivamente 45° (Π4), 45° (Π4) y 90° (Π2). Los lados de este triángulo están en la relación 1 : 1 : √2, lo que se deduce de forma inmediata del teorema de Pitágoras.
De todos los triángulos rectángulos, el triángulo de 45°–45°–90° grados tiene la relación más pequeña entre la hipotenusa y la suma de los dos catetos, es decir, √22.: p.282, p.358  y la mayor proporción de la altura desde la hipotenusa con respecto a la suma de los dos catetos, a saber √24.: p.282 
Los triángulos con estos ángulos son los únicos triángulos rectángulos posibles que también son triángulos isósceles en geometría euclidiana. Sin embargo, en geometría esférica y en geometría hiperbólica, hay infinitas formas diferentes de triángulos isósceles rectángulos.

### Triángulo 30°–60°–90°

Longitudes de los lados de un triángulo 30°–60°–90°

Este es un triángulo cuyos tres ángulos están en la relación 1 : 2 : 3; y miden respectivamente 30° (Π6), 60° (Π3) y 90° (Π2). Los lados están en la relación 1 : √3 : 2.
La prueba de este hecho es clara utilizando trigonometría. La demostración geométrica es:
Dibújese un triángulo equilátero ABC con longitud de lado 2 y con el punto D como el punto medio del segmento BC. Dibújese ahora la altura desde A hasta D. Entonces ABD es un triángulo de ángulos 30°–60°–90°, con hipotenusa de longitud 2, y base BD de longitud 1.
El hecho de que el tramo restante AD tiene una longitud √3 se deduce inmediatamente del teorema de Pitágoras.
El triángulo 30°–60°–90° es el único triángulo rectángulo cuyos ángulos se encuentran en una progresión aritmética. La prueba de este hecho es simple y se sigue del hecho de que si α, α + δ, α + 2δ son los ángulos de la progresión, entonces la suma de los ángulos 3α + 3δ = 180°. Después de dividir por 3, el ángulo α + δ debe ser 60°. El ángulo recto es de 90°, dejando que el ángulo restante sea de 30°.

## Lados enteros
Los triángulos rectángulos cuyos lados tienen longitudes enteras, con los lados conocidos conjuntamente como ternas pitagóricass, poseen ángulos que no pueden ser todos un número racional de grados. (Esto se deduce del teorema de Niven). Son más útiles porque pueden ser fácilmente recordados y cualquier múltiplo de Los lados produce la misma relación. Usando la fórmula de Euclides para generar ternas pitagóricas, los lados deben estar en la proporción
m2 − n2 : 2mn : m2 + n2
donde m y n son cualquier número entero positivo tal que m>n.

### Ternas pitagóricas comunes
Hay varias ternas pitagóricas conocidas, incluyendo aquellas con lados en las proporciones:
| 3: | 4  | :5  |
| 5: | 12 | :13 |
| 8: | 15 | :17 |
| 7: | 24 | :25 |
| 9: | 40 | :41 |
| -- | -- | --- |
Los triángulos de lados 3 : 4 : 5 son los únicos triángulos rectángulos con lados en progresión aritmética. Los triángulos basados en las ternas pitagóricas son heronianos, lo que significa que tienen área entera así como lados enteros.
El posible uso del triángulo 3 : 4 : 5 en el Antiguo Egipto, con la supuesta utilización de una cuerda anudada para trazar tal triángulo, y la pregunta de si el teorema de Pitágoras era conocido en ese momento, ha sido muy debatido. Esta hipótesis fue conjeturada por primera vez por el historiador Moritz Cantor en 1882. Es sabido que los ángulos rectos se trazaban con precisión en el Antiguo Egipto; que sus topógrafos usaban cuerdas para medir; que Plutarco registró en su obra Isis y Osiris (alrededor del 100 DC) que los egipcios reverenciaban el triángulo 3 : 4 : 5; y que el Papiro de Berlín 6619, datado en el Imperio Medio de Egipto (antes de 1700 aC), incluye en su texto que "el área de un cuadrado de 100 es igual a la de dos cuadrados más pequeños. El lado de uno es ½ + ¼ del lado del otro". El historiador de las matemáticas Roger L. Cooke observa que "es difícil imaginar que alguien esté interesado en tales relaciones sin conocer el teorema de Pitágoras". En contra de esto, Cooke observa que ningún texto egipcio antes del 300 a. C. en realidad mencione el uso del teorema para hallar la longitud de los lados de un triángulo, y que hay formas más simples de construir un ángulo rectángulo. Cooke concluye que la conjetura de Cantor sigue siendo incierta: intuye que los antiguos egipcios probablemente conocían el teorema de Pitágoras, pero que "no hay pruebas de que lo usaran para construir ángulos rectos".
Las siguientes son todas las relaciones de ternas pitagóricas expresadas en su forma más reducida (continuando las cinco  primeras que figuraban en la lista anterior), que recoge todos aquellos cuyos catetos son menores que 256:
| 11: | 60  | :61  |  |
| 12: | 35  | :37  |  |
| 13: | 84  | :85  |  |
| 15: | 112 | :113 |  |
| 16: | 63  | :65  |  |
| 17: | 144 | :145 |  |
| 19: | 180 | :181 |  |
| 20: | 21  | :29  |  |
| 20: | 99  | :101 |  |
| 21: | 220 | :221 |  |
| --- | --- | ---- |  |
| 24: | 143 | :145 |  |
| 28: | 45  | :53  |  |
| 28: | 195 | :197 |  |
| 32: | 255 | :257 |  |
| 33: | 56  | :65  |  |
| 36: | 77  | :85  |  |
| 39: | 80  | :89  |  |
| 44: | 117 | :125 |  |
| 48: | 55  | :73  |  |
| 51: | 140 | :149 |  |
| --- | --- | ---- |  |

| 52: | 165 | :173 |  |
| 57: | 176 | :185 |  |
| 60: | 91  | :109 |  |
| 60: | 221 | :229 |  |
| 65: | 72  | :97  |  |
| 84: | 187 | :205 |  |
| 85: | 132 | :157 |  |
| 88: | 105 | :137 |  |
| 95: | 168 | :193 |  |
| 96: | 247 | :265 |  |
| --- | --- | ---- |  |

| 104: | 153 | :185 |
| 105: | 208 | :233 |
| 115: | 252 | :277 |
| 119: | 120 | :169 |
| 120: | 209 | :241 |
| 133: | 156 | :205 |
| 140: | 171 | :221 |
| 160: | 231 | :281 |
| 161: | 240 | :289 |
| 204: | 253 | :325 |
| 207: | 224 | :305 |
| ---- | --- | ---- |

### Ternas pitagóricas casi isósceles
Los triángulos isósceles en ángulo recto no pueden tener lados con valores enteros, porque la proporción de la hipotenusa a cualquier otro lado es √2, pero √2 no puede expresarse como una relación entre dos enteros. Sin embargo, existen infinitos triángulos rectos casi isósceles, triángulos rectángulos con lados enteros para los que las longitudes de los catetos difieren en uno. Tales triángulos rectángulos casi isósceles se pueden obtener recursivamente,
a0 = 1, b0 = 2
an = 2bn−1 + an−1
bn = 2an + bn−1
an es la longitud de la hipotenusa, n = 1, 2, 3, .... De forma equivalente,
{\displaystyle ({\tfrac {x-1}{2}})^{2}+({\tfrac {x+1}{2}})^{2}=y^{2}}
donde {x, y} son las soluciones para la ecuación de Pell x2 − 2y2 = −1, con la hipotenusa y,, tomando los valores de los términos impares de los números de Pell 1, 2, 5, 12, 29, 70, 169, 408, 985, 2378 ... (sucesión A000129 en OEIS). Los triples pitagóricos más pequeños resultantes son:
| 3 :         | 4         | : 5         |
| 20 :        | 21        | : 29        |
| 119 :       | 120       | : 169       |
| 696 :       | 697       | : 985       |
| 4,059 :     | 4,060     | : 5,741     |
| 23,660 :    | 23,661    | : 33,461    |
| 137,903 :   | 137,904   | : 195,025   |
| 803,760 :   | 803,761   | : 1,136,689 |
| 4,684,659 : | 4,684,660 | : 6,625,109 |
| ----------- | --------- | ----------- |
Alternativamente, los mismos triángulos pueden derivarse de los números cuadrados triangulares.

### Progresiones aritméticas y geométricas

Un triángulo de Kepler es un triángulo rectángulo formado por tres cuadrados con áreas en progresión geométrica de acuerdo con el número áureo

El triángulo de Kepler es un triángulo rectángulo cuyos lados están en progresión geométrica. Si los lados se forman a partir de la progresión geométrica a, ar, ar2, entonces su relación común r viene dada por r = √φ donde φ es la proporción áurea. Sus lados están por lo tanto en la relación 1 : √φ : φ. En consecuencia, la forma del triángulo de Kepler se determina únicamente (hasta un factor de escala) por el requisito de que sus lados estén en una progresión geométrica.
El triángulo 3–4–5 es el único triángulo rectángulo (sin considerar la relación de escala) cuyos lados están en una progresión aritmética.

### Lados de polígonos regulares

Los lados de un pentágono, hexágono y decágono, inscritos en círculos congruentes, forman un triángulo rectángulo

Sea a = 2 sin Π10 = −1 + √52 = 1φ la longitud del lado de un decágono regular inscrito en la circunferencia de radio unidad, donde Φ es el número áureo. Por otro lado, sea b = 2 sin Π6 = 1 la longitud del lado de un hexágono regular en la circunferencia unidad, y sea c = 2 sin Π5 = {\displaystyle {\sqrt {\tfrac {5-{\sqrt {5}}}{2}}}} la longitud del lado de un pentágono regular en la circunferencia unidad. Entonces, a2 + b2 = c2, por lo que estas tres longitudes forman los lados de un triángulo rectángulo. El mismo triángulo forma la mitad de un rectángulo dorado. También se puede encontrar que dentro de un  icosaedro regular de longitud de lado c, el segmento de línea más corto desde cualquier vértice V hasta el plano de sus cinco vértices vecinos tiene la longitud a, y que los puntos finales de este segmento junto con cualquiera de los vértices vecinos de V forman a su vez los vértices de un triángulo rectángulo con los lados a, b y c.